# Football Club New York
Football Club New York foi um clube de futebol do Queens, Nova Iorque. 

## História
A equipe disputou uma competição oficial pela primeira vez em 2010, quando disputou a USL First Division. Sua primeira partida oficial foi contra o Orlando City no dia 9 de abril de 2011, perdendo o jogo por 3x0. A primeira vitória do time ocorreu no dia 13 de maio de 2011, quando venceu o Charleston Battery por 1x0, com gol de Graciano Brito.
Em 2012 a equipe saiu da USL e foi disputar a NPSL, mas com uma campanha ruim a equipe resolveu não disputar a temporada seguinte. 